# Prächtiger Trompetenbaum
Der Prächtige Trompetenbaum (Catalpa speciosa) ist eine Pflanzenart aus der Gattung der Trompetenbäume in der Familie der Trompetenbaumgewächse (Bignoniaceae). Sein natürliches Verbreitungsgebiet erstreckt sich entlang von Fluss- und Bachufern am Zusammenfluss des Mississippis und Ohio Rivers. Sein Holz wurde während des Übergangs zum 20. Jahrhundert zur Herstellung von Eisenbahnschwellen intensiv genutzt, wodurch seine Bestände stark reduziert wurden. Er ist aufgrund seines intensiven Austriebvermögens nicht gefährdet und kann sich an geeigneten Standorten gut gegen konkurrierende Arten durchsetzen.

## Beschreibung

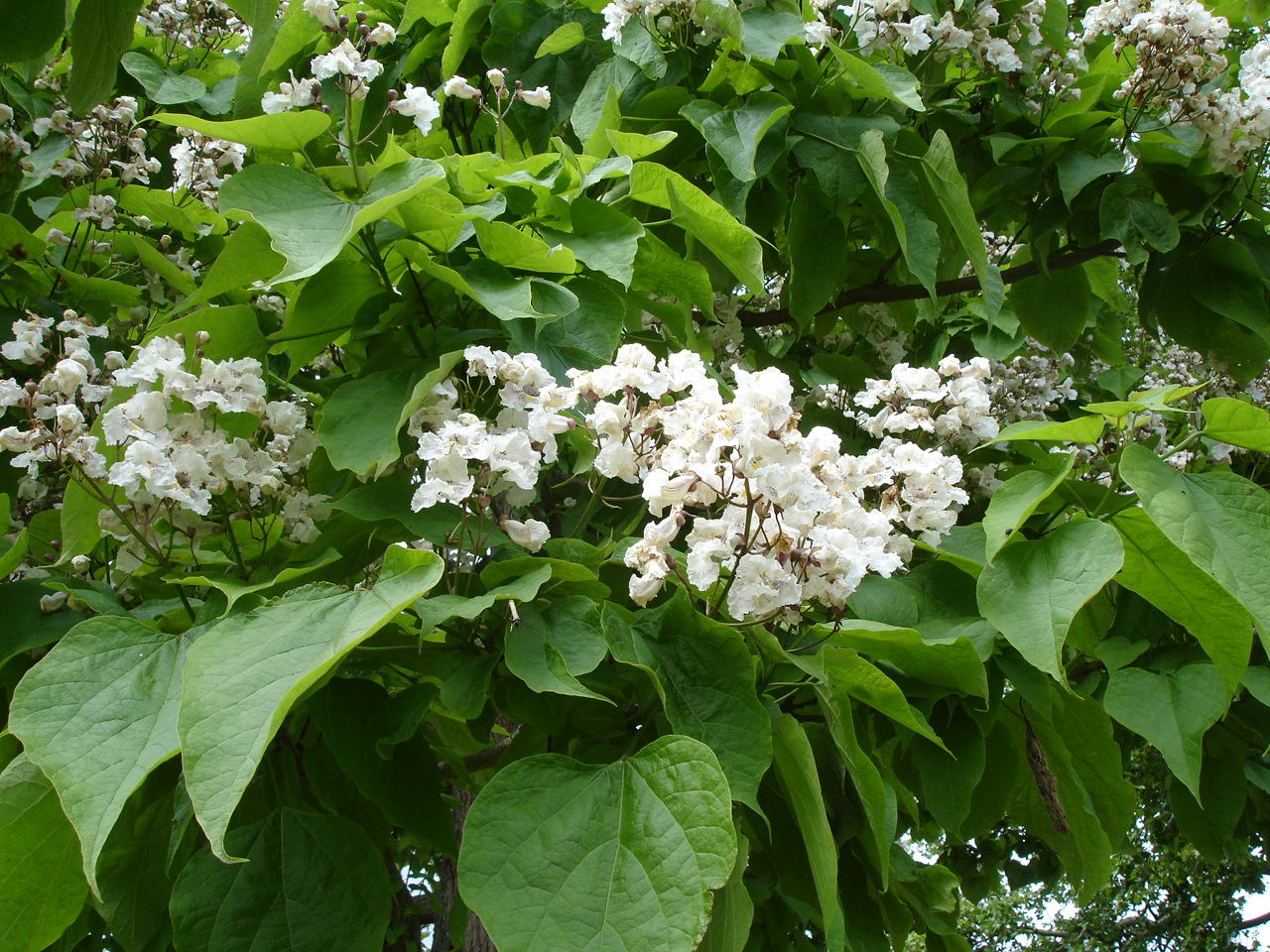
Blätter und Blüten

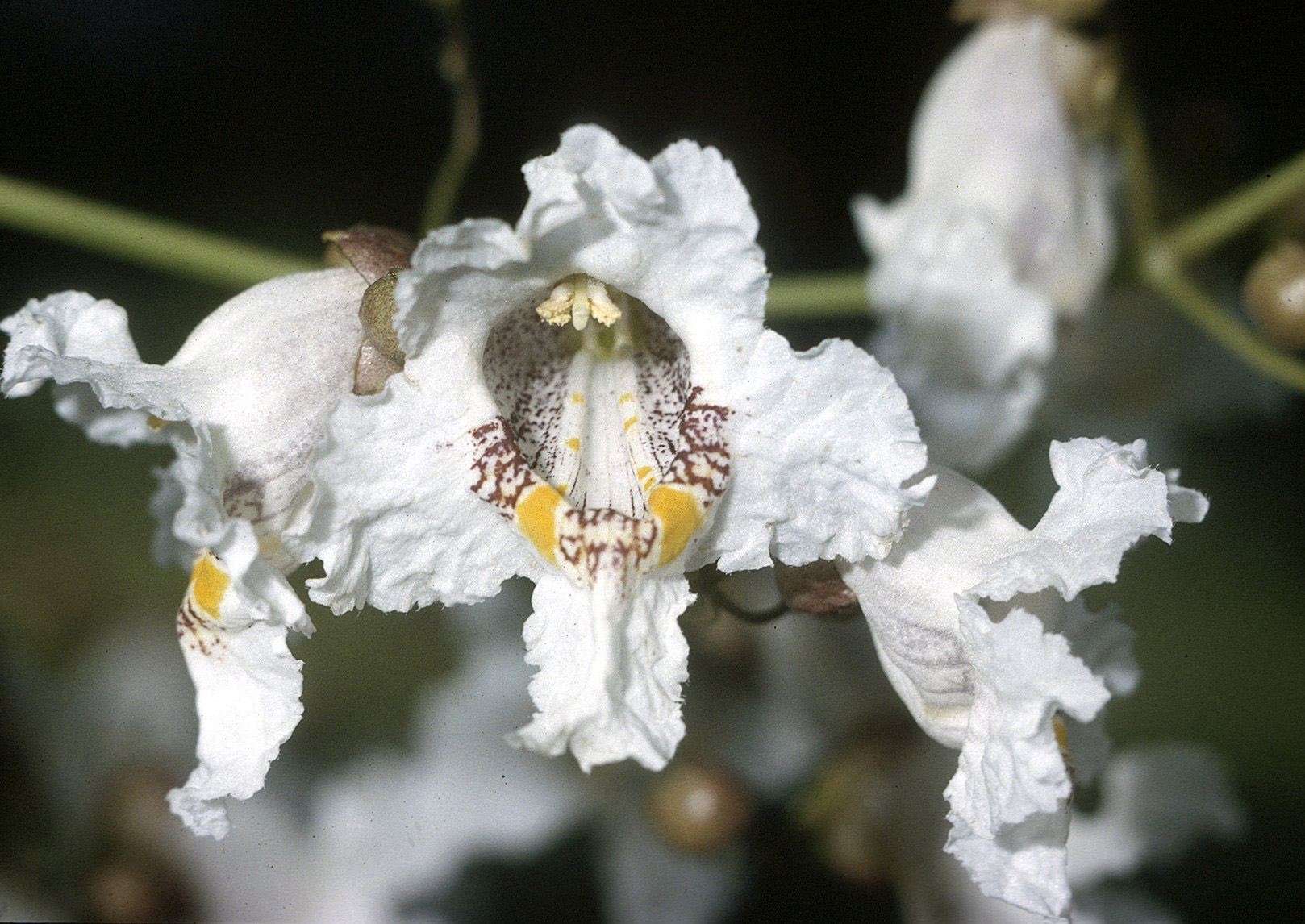
Einzelblüte

Der Prächtige Trompetenbaum ist ein sommergrüner Baum, der unter günstigen Bedingungen eine maximale Höhe von 38 Meter – meist bleibt er unter 16 Meter – und einen Stammdurchmesser (BHD) von 1,3 Meter erreicht. Er bildet im Freistand abgerundete Kronen mit weit ausladenden Ästen.
Das Holz ist zerstreutporig und hat einen schmalen, fast weißen Splint sowie einen hellbraunen Kern. Die Borke älterer Bäume ist braun bis leicht rötlich, 2 bis 2,5 Zentimeter dick und schuppig.
Die Winterknospen sind kastanienbraun und werden von dachziegelartig übereinanderliegenden Knospenschuppen umschlossen. Junge Triebe haben einen runden Querschnitt und sind rötlich braun bis purpurrot gefärbt und von zahlreichen orangefarbenen Korkporen besetzt. Die Blätter stehen gegenständig oder in Quirlen. Die Blattspreiten sind herzförmig und werden 15 bis 30 Zentimeter lang und 10 bis 20 Zentimeter breit. Sie haben eine lang ausgezogene Spitze und eine etwas eingezogene Basis. Sie sind ganzrandig oder mit wenigen Zähnen versehen. Die Blattoberseite ist kahl und von dunkelgrüner Farbe, die Unterseite ist heller und behaart. Die Mittelrippe tritt deutlich hervor. An ihr wie auch an den Aderwinkeln können dunkle Drüsen vorhanden sein. Der Stiel ist 10 bis 15 Zentimeter lang, kräftig und filzig behaart.
Die Blüten stehen in 13 bis 20 Zentimeter langen und ebenso breiten Rispen. Die zwittrigen Blüten sind zygomorph, etwa 5 Zentimeter lang und haben einen Durchmesser von 6 Zentimeter. Die Krone ist glockenförmig, fünflappig und von weißer Farbe. Die Ränder sind deutlich gewellt. Der Grund ist mit rotbraunen und gelben Bändern und Flecken versehen.
Der Kelch ist zweilappig, außen behaart und von purpurner Farbe. Es werden fünf Staubblätter gebildet, von denen nur zwei fruchtbar sind.
Als Früchte werden 20 bis 50 Zentimeter lange und 1,5 Zentimeter breite Kapseln gebildet. Sie sind zur Reife im Oktober hellbraun und springen an zwei Klappen auf. Meist wird ein Teil der Früchte schon vor der Reife abgestoßen und die enthaltenen Reservestoffe kommen den verbleibenden Früchten zugute. Jede Frucht enthält zahlreiche hellbraune, 25 bis 35 Millimeter lange und 5,5 bis 8 Millimeter breite Samen, die in zwei bis vier Reihen angeordnet und mit zwei ausgefransten Flügeln versehen sind.
Die Art keimt epigäisch, die beiden Keimblätter sind tief eingeschnitten. Die Keimlinge scheinen so vier Keimblätter zu haben.
Die Chromosomenzahl beträgt 2n = 40.

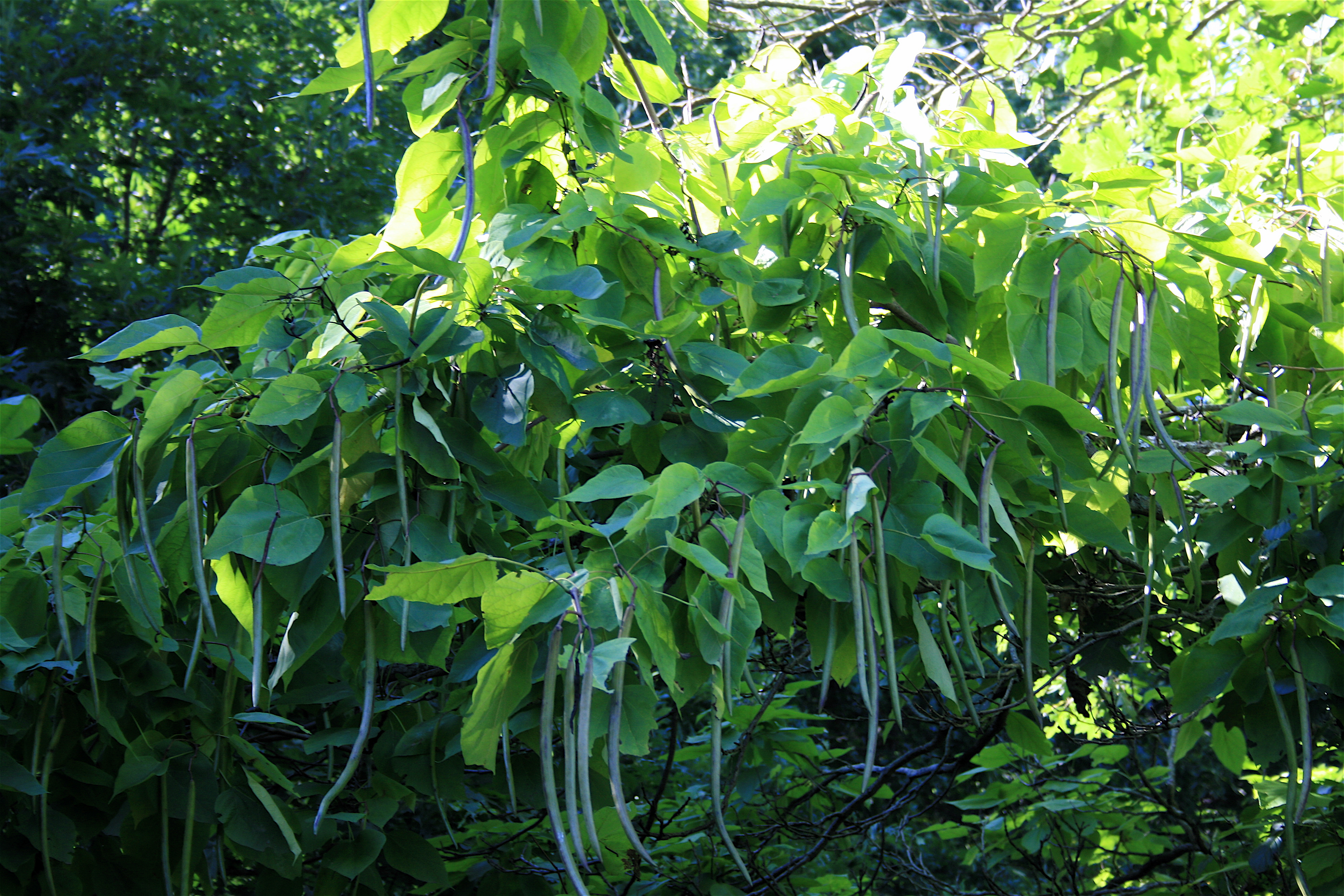
Früchte

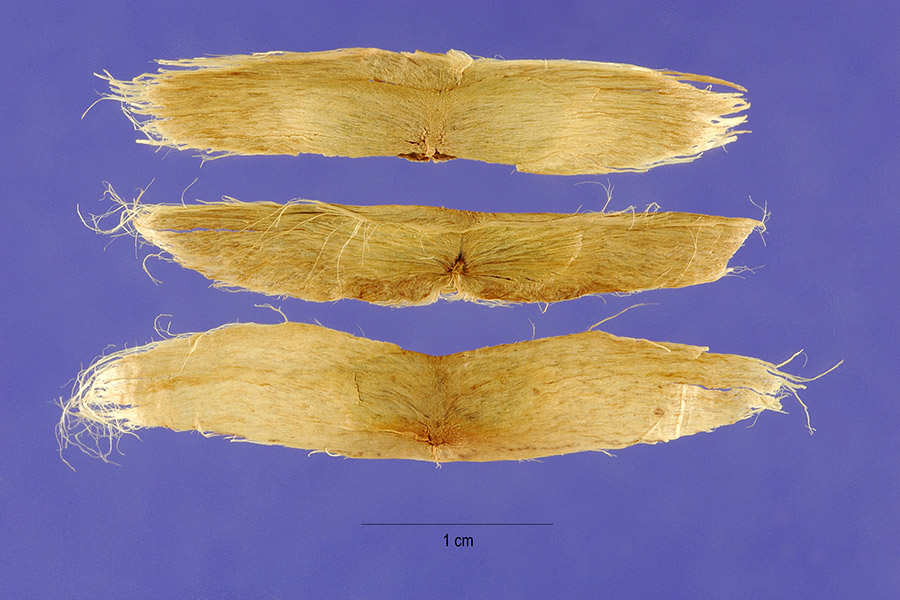
Samen

## Verbreitung und Standortansprüche
Das natürliche Verbreitungsgebiet ist das Schwemmland an Fluss- und Bachufern im nördlichen Illinois und in Indiana, ferner im westlichen Kentucky, in Tennessee, im Südosten von Missouri und im Nordosten von Arkansas. In einigen Bundesstaaten im Südosten der USA wurde die Art eingebürgert. Die Art kommt vor von Utah, Wyoming und North Dakota bis Vermont, Georgia und Texas. In vielen Ländern wird die Art als Parkbaum verwendet.
Der Prächtige Trompetenbaum ist ein anspruchsvoller Waldbaum des gemäßigten Klimas. Die natürlichen Standorte zählen zu den besten Talgrundböden, sie sind tiefgründig und nährstoffreich. Er ist empfindlich gegenüber Frühfrost, erträgt aber bei Windschutz Temperaturextreme von −32 bis +39 °C.

## Ökologie
Der Prächtige Trompetenbaum ist ein Waldbaum, der zusammen mit dem Amerikanischen Amberbaum (Liquidambar styraciflua), der Sumpf-Eiche (Quercus palustris) und Celtis laevigata, einem Vertreter der Zürgelbäume, vorkommt.

## Taxonomie
Der Prächtige Trompetenbaum wurde 1875 als Catalpa speciosa von Edward Y. Teas nach John Aston Warder in Gardener's Monthly and Horticultural Advertiser Band 17 Seite 180 erstbeschrieben.

## Verwendung
Das Holz wurde zu Beginn des 20. Jahrhunderts außer für Eisenbahnschwellen vor allem für Zaunpfähle, Dachschindeln und Masten genutzt. Es zeigt eine hohe Dauerhaftigkeit, 30 Jahre alte Pfähle weisen kaum Spuren von Holzfäule auf. Heute hat die Holznutzung keine Bedeutung mehr, der Baum wird aber vielerorts als Parkbaum angepflanzt.